# Maruja Cifuentes
María Julieta Cifuentes Soto, conocida como Maruja Cifuentes (Santiago, 1 de junio de 1913—ídem, 30 de agosto de 1989), fue una actriz chilena, de radio, teatro, cine y televisión. Es reconocida por ser pionera en su país en la dramatización por medio de la radiodifusión o radioteatro.

## Biografía
Fue la primera en estrenar y protagonizar un radioteatro en Chile en 1932. En 1953 la Radio El Mercurio fue clausurada, en razón a que su propietario fue acusado de atacar el sistema de gobierno democrático. Consagrada ya como una de las más destacadas actrices de radiofonía del país, es invitada por Pedro Mortheiru, el director de la  Academia de Teatro Ensayo de la Universidad Católica, para formar de la compañía universitaria. En el mismo año, Mortheiru contrató a los actores de oficio Ana González Olea, Elena Moreno, Justo Ugarte y Mario Montilles para fortalecer el staff universitario.
Rompió con todo lo establecido, profundizando en la psicología de los personajes. Estudiaba cada gesto y cada entonación del texto que debía decir, buscando la perfección natural sin que se notara ningún tipo de artificio. Destaca en su arte que, representando siempre a grandes heroínas de tragedia, huyó de la sobreactuación y de la afectación. 
En 1959 participó en la primera comedia musical Esta señorita Trini, dirigida por Eugenio Dittborn en Teatro Ensayo UC. Recibió el reconocimiento a su trayectoria por el Circuito Cultural. 
Hasta 1980 perteneció al reparto de la refundada compañía de Teatro UC, pero su tiempo ya parecía haber pasado por las nuevas generaciones de actrices y, creyéndose desdeñada, siguió incursionando en teatro independiente y en televisión; participó en 1982 en Mama Rosa, de Fernando Debesa y en Historias de un galpón abandonado de Ramón Griffero, la primera obra de la compañía de teatro Fin de Siglo. Posteriormente, frecuentó apariciones en telenovelas de Televisión Nacional y Canal 13, entre ellas; su destacada actuación en Marta a las ocho. En 1987 recibió un homenaje a sus 56 años de trayectoria. En 1989, a sus 76 años, obtuvo un contrato anual por el Teatro Itinerante, dependiente del Teatro UC y estrenó El gorro de cascabeles, con un alto éxito de crítica a su interpretación. Sin embargo, seis meses después, de una aguda paraplejia y un violento cáncer pulmonar, murió en Santiago el 30 de septiembre de 1989.

## Radio
- Radio Universo
- Radio Minería
- Radio Agricultura

- Las llaves del reino (radioteatro)

- Radio El Mercurio

- 1943: El huaso de Auquinco (radioteatro)
- 1952: El pirata y la dama (radioteatro)

## Teatro
- Elisa.[7]
- 1957: Manuel Rodríguez.[8]
- 1958: Esta señorita Trini.
- 1959: Es de contarlo y no creerlo.[9]
- 1959: El diálogo de las Carmelitas.[10]
- 1961: Versos de ciego.
- 1961-1963: La pérgola de las flores.[11]
- 1962: Dionisio.[12]
- 1963: La princesa Panchita.[13]
- 1964: El tony chico.[14]
- 1966:  La niña en la palomera.[15]
- 1967: Topografía de un desnudo.
- 1973: Croniteatro.[16]
- 1973: Almas perdidas.[17]
- 1974: Bodas de sangre.
- 1975: Las alegres comadres de Windsor
- 1975: La fantástica isla de los casi animales
- 1977: La gaviota.
- 1977: Las mocedades del Cid.
- 1978: Rancagua 1814[18]
- 1978: El mercader de Venecia.
- 1979: Cyrano de Bergerac.
- 1979: La casa de Bernarda Alba.
- 1979: Martín Rivas.[19]
- 1980: Hotel Paradis'
- 1980: Antemural.[20]
- 1981: Lysistrada.
- 1981: Otelo.
- 1982: Mama Rosa.
- 1983: Contigo en la soledad.
- 1984: Historias de un galpón abandonado.[21]
- 1989: El gorro de cascabeles.[22]

## Cine
- 1968: Lunes 1º, domingo 7
- 1973: Palomita blanca
- 1986: Lo que vimos en la cumbre del corona

## Televisión
- 1969: La chica del bastón
- 1971: La amortajada
- 1972: La sal del desierto
- 1973: Así vivimos (teleteatro) – Canal 6
- 1979: Martín Rivas
- 1982: Mama Rosa (teleteatro) - Teleonce[23]
- 1982: De cara al mañana
- 1982: Anakena
- 1983: La Represa
- 1983: Las herederas
- 1985: Marta a las ocho
- 1985: Morir de amor
- 1987: La última cruz
- 1988: Semidiós
- 1988: Las dos caras del amor

## Premios
- Premio Caupolican a la Mejor actriz.
- Premio Circuito Cultural a la Mejor actriz, 1959.